# KNIME
KNIME, der „Konstanz Information Miner“, ist eine freie Software für die interaktive Datenanalyse. Die Low-Code-Entwicklungsplattform KNIME ermöglicht durch das modulare knotenbasierte Konzept die Integration zahlreicher Verfahren des maschinellen Lernens und des Data-Mining. Die graphische Benutzeroberfläche ermöglicht das einfache und schnelle Aneinandersetzen von Modulen für die Datenvorverarbeitung (ETL: Extraction, Transformation, Loading), der Modellierung und Analyse und der Visualisierung.

## Geschichte
Im Frühjahr 2004 begann eine Gruppe von Software-Entwicklern unter der Leitung von Michael Berthold an der Universität Konstanz mit der Konzeption der Plattform KNIME. Der Schwerpunkt der Entwicklung lag von vorneherein auf einer professionellen Software-Architektur, die skalierbar und hochgradig modular sein musste. Mitte 2006 erschien die erste öffentliche Version als Konstanz Information Miner. Seit Juni 2008 ermöglicht eine in Zürich ansässige Firma (KNIME AG) auch die Bereitstellung von professioneller technischer Unterstützung und Beratungsdiensten für die KNIME-Plattform. 2018 stieg der Eigenkapitalgeber Invus ein.

## Anwendung
KNIME ist seit etwa 2006 im Bereich der pharmazeutischen Forschung im Einsatz. KNIME wird aber auch in anderen Bereichen wie Kundenpflege (CRM), Business Intelligence und Finanzdatenanalyse eingesetzt.

## Technologie
KNIME wird in Java unter Verwendung des Eclipse RCP Frameworks entwickelt und bereitgestellt. Module anderer können leicht als zusätzliche Plugins integriert werden. KNIMEs Core-Version enthält einige hundert Module für die Datenintegration (File I/O, Datenbankoperatoren mit Unterstützung aller gängigen Datenbanken), Datentransformationen (Filter, Konverter, Combiner) sowie die gebräuchlichsten Methoden der Datenanalyse und -visualisierung.
Weitere Eigenschaften von KNIME:
- Zusätzliche Plugins ermöglichen die Einbindung von Methoden für Text Mining[6] und Image Mining sowie die Zeitserienanalyse.
- Einbindungen für zahlreiche andere Open-Source-Verfahren existieren, u. a. die Verfahren von WEKA[7], das statistische R-Projekt sowie LibSVM[2], JFreeChart, CDK[8] und ImageJ.[9]

## Rezeption
KNIME schneidet 2007 im Vergleich von quelloffenen Data-Mining-Systemen überdurchschnittlich gut ab und hebt sich insbesondere durch seine Benutzerfreundlichkeit heraus.